# Девід Морс
Девід Морс (англ. David Morse; 11 жовтня 1953) — американський актор. Здобув популярність, зігравши роль доктора Джека «Бумера» Моррісона в медичному серіалі «Сент-Елсвер»(1982—1988). Серед його найвідоміших кіноробіт — ролі у таких фільмах: «Перемовник», «Хороший син», «Роги», «Контакт», «Зелена миля», «Танцюристка в темряві», «Параноя», «Довгий поцілунок на добраніч», «Скеля» та «12 мавп».
2006 року зіграв детектива Майкла Тріттера в телесеріалі «Доктор Хаус» (номінація на премію «Еммі»). Також зіграв Джорджа Вашингтона в мінісеріалі «HBO» 2008 року «Джон Адамс» і отримав ще одну номінацію на премію «Еммі». У театральному світі став відомий завдяки ролі дядька Пека в оф-Бродвей постановці п'єси «Як я навчилася водити», за яку отримав премію «Драма Деск» та Офф-Бродвейську премію. Також досяг успіху на Бродвеї завдяки ролі Джеймса «Шаркі» Гаркіна в постановці п'єси «Мореплавець». У 2010—2013 роках грав Террі Колсона, чесного поліцейського в корумпованому відділі поліції Нового Орлеана, в серіалі «Трима» від «HBO». Крім того, з'явився в серіалі «Аутсайдери» (2016-17), мінісеріалі «Втеча з в'язниці Даннемора»(2018) і комедійно-драматичному серіалі «Кафедра» (2021).

## Біографія
Народився 11 жовтня 1953 року в місті Гамільтон, штат Массачусетс. Своє дитинство провів в Ессексі та Гамільтоні, штат Массачусетс. Батько Карл, менеджер з продажу, а мати Жаклін, шкільна вчителька. Девід ріс разом з трьома молодшими сестрами. У підлітковому віці пройшов обряд конфірмації у Єпископальній церкві. За його словами, він надалі продовжує практику щоденної молитви вже у дорослому житті. Його друге ім'я, Боудітч, є даниною поваги впливовому математику Натаніелю Боудітчу. Після закінчення середньої школи, вивчав акторську майстерність у студії Вільяма Еспера.

## Кар'єра
1971 року Девід Морс почав професійну акторську кар'єру, з'явився в більш ніж 30 виставах у Бостонському репертуарному театрі (Boston Repertory Company). наприкінці 1970-х продовжив свою акторську кар'єру в нью-йоркському театрі «Circle Repertory Company».
На екрані вперше з'явився у фільмі «Приховані паси» (англ. Inside Moves, 1980). 1982 року відбувся його акторський прорив у ролі Джека «Бумера» Моррісона у серіалі «Сент-Елсвер». 1990 року виконав роль антагоніста у фільмі «Години відчаю» (англ. Desperate Hours), а пізніше знявся у таких стрічках як «Індіанець-утікач» та «Постовий на перехресті». Крім того, долучився до екранізацій трьох історій Стівена Кінга: «Лангольєри» (1995), «Зелена миля» (1999) та «Серця в Атлантиді» (2001). також виконав гостьову роль у серіалі «Убивчий відділ» (англ. Homicide: Life on the Street), де зіграв расистського кузена детектива Тіма Бейлісса.
За свою роль у фільмі «Подвійне бачення» (англ. Double Vision, 2002) отримав номінацію на премію «Золотий кінь». 2007 року виконав роль містера Тернера у фільмі «Параноя».

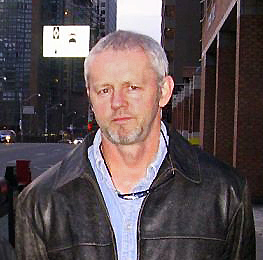
Девід Морс у 2005 році

2006 року долучився до акторського складу серіалу «Доктор Хаус», у якому зіграв роль детектива Майкла Тріттера, який мститься доктору Хаусу. Роль принесла йому першу номінацію на «Еммі». 2008 року зіграв Джорджа Вашингтона в мінісеріалі «Джон Адамс» і вдруге номінувався на «Еммі».
2010 року приєднався до акторського складу серіалу «Трима», а пізніше отримав нагороду за найкращу чоловічу роль на Міжнародному кінофестивалі в Карлових Варах за роль у фільмі «Співробітник» (англ. Collaborator). Морс продовжив свою насичену кар'єру ролями у таких проєктах як «Всесвітня війна Z» (2013), «Оборонець» (2015), «Аутсайдери»(2016-17), «Втеча з в'язниці Даннемора»(2018) і «Кафедра»(2021).

## Особисте життя
19 червня 1982 року Девід Морс одружився з Сьюзен Вілер Дафф, акторкою та авторкою книги "Звичка". У них троє дітей — одна дочка і два сини-близнюки. Після втрати будинку через землетрус в Нортріджі (1994), Морс і його сім'я переїхали до Філадельфії, штат Пенсільванія. Страждає на харчову непереносимість, а оскільки деякі продукти йому не підходять, то мусить самостійно готувати більшість своїх страв.

## Фільмографія
| Рік       |    | Українська назва             | Оригінальна назва          | Роль                   |
| --------- | -- | ---------------------------- | -------------------------- | ---------------------- |
| 1980      | ф  |                              | Inside Moves               | Джеррі Максвелл        |
| 1982      | ф  |                              | Max Dugan Returns          | поліцейський           |
| 1982—1988 | с  |                              | St. Elsewhere              | доктор Джек Моррісон   |
| 1987      | ф  |                              | Personal Foul              | Бен                    |
| 1990      | ф  | Години відчаю                | Desperate Hours            | Альберт                |
| 1991      | ф  | Індіанець-утікач             | The Indian Runner          | Джо Робертс            |
| 1992      | с  | Байки зі склепу              | Tales from the Crypt       | Том МакМердо           |
| 1992      | с  | Обґрунтовані сумніви         | Reasonable Doubts          | Едвард Даррелл         |
| 1993      | с  | Морські пригоди              | SeaQuest DSV               | Ленні Саттер           |
| 1993      | ф  | Хороший син                  | The Good Son               | Джек                   |
| 1994      | ф  | Втеча                        | The Getaway                | Джим Дір Джексон       |
| 1994      | ф  |                              | Magic Kid II               | Джек                   |
| 1995      | тф | Лангольєри                   | The Langoliers             | капітан Браян Енгл     |
| 1995      | ф  | Постовий на перехресті       | The Crossing Guard         | Джон Бут               |
| 1995      | ф  | 12 мавп                      | Twelve Monkeys             | доктор Пітерс          |
| 1996      | ф  | Скеля                        | The Rock                   | майор Том Бакстер      |
| 1996      | ф  |                              | Extreme Measures           | агент ФБР Френк        |
| 1996      | ф  | Довгий поцілунок на добраніч | The Long Kiss Goodnight    | Люк                    |
| 1997      | ф  |                              | George B                   | Джордж                 |
| 1997      | ф  | Контакт                      | Contact                    | Тед Арровей            |
| 1998      | ф  | Перемовник                   | The Negotiator             | Адам Бек               |
| 1999      | ф  |                              | Crazy in Alabama           | Дав Булліс             |
| 1999      | ф  | Зелена миля                  | The Green Mile             | Брутус Гауелл          |
| 2000      | ф  |                              | Bait                       | Едгар Клентін          |
| 2000      | ф  | Та, що танцює у темряві      | Dancer in the Dark         | Білл Г'юстон           |
| 2000      | ф  | Доказ життя                  | Proof of Life              | Пітер Боуман           |
| 2001      | ф  | Серця в Атлантиді            | Hearts in Atlantis         | дорослий Боббі Гарфілд |
| 2002—2004 | с  |                              | Hack                       | Майк Ольшанський       |
| 2002      | ф  |                              | The Slaughter Rule         | Гедеон "Гід" Фергюсон  |
| 2005      | ф  |                              | Down in the Valley         | Вейд                   |
| 2005      | ф  |                              | Nearing Grace              | Шеп                    |
| 2006      | ф  | 16 кварталів                 | 16 Blocks                  | детектив Френк Нюґент  |
| 2006—2007 | с  | Доктор Хаус                  | House M.D.                 | Майкл Тріттер          |
| 2007      | ф  | Параноя                      | Disturbia                  | Роб Тернер             |
| 2008      | ф  | Володар бурі                 | The Hurt Locker            | полковник Рід          |
| 2008      | ф  | Пасажири                     | Passengers                 | Аркін                  |
| 2009      | с  | Медіум                       | Medium                     | Дуглас Лідекер         |
| 2010—2013 | с  |                              | Treme                      | Террі Колсон           |
| 2011      | ф  | Скажені перегони             | Drive Angry                | Вебстер                |
| 2013      | ф  | Світова війна Z              | World War Z                | екс-агент ЦРУ          |
| 2015      | с  | Справжній детектив           | True Detective             | Еліот Беззерідес       |
| 2015      | ф  | Оборонець                    | Concussion                 | Майк Вебстер           |
| 2017      | ф  |                              | Trouble                    | Ґері                   |
| 2017      | ф  | Відважні                     | Thank You for Your Service | Фред Гусман            |
| 2017—2020 | с  | Сліпа зона                   | Blindspot                  | Генк Кроуфорд          |
| 2019      | с  | Ранкове шоу                  | The Morning Show           | містер Джексон         |
| 2020      | с  | Птах доброго Господа         | The Good Lord Bird         | Генрі Шерман           |
| 2021      | ф  |                              | The Virtuoso               | заступник              |
| 2023      | с  | Останнє, що він сказав мені  | The Last Thing He Told Me  | Ніколас Белл           |
| 2024      | ф  | Карбіні                      | Cabrini                    | Архиєпископ Корріган   |
|           | ф  |                              | The Gettysburg Address     | Авраам Лінкольн        |
| 2025      | с  | Ми були брехунами            | We Were Liars              | Гарріс Сінклер         |